# Édouard de Billy
Pour les articles homonymes, voir Billy.
Édouard Louis Daniel de Billy, né le 26 mai 1802 à Anvers (Belgique), décédé dans un accident de train le 4 juillet 1874 à Perrigny-lès-Dijon (Côte-d'Or), fils du général Jean Louis Debilly, est un ingénieur français, inspecteur général du corps des mines, président de la Société géologique de France en 1869 et vice-président du Conseil général des mines de 1871 à 1872.

## Carrière
Fils du général Debilly tué à la bataille d'Auerstaedt, il entre à 18 ans à l'Ecole polytechnique et sort dans le corps des mines. Il sert en Alsace, est détaché pour deux ans en 1834 à la Compagnie des mines, fonderies et forges d'Alais, puis prend la direction de l'arrondissement minéralogique de Colmar. Il réalise la première carte géologique des Vosges (1836-1852). En 1851, il est chargé du contrôle de la concession des chemins de fer de Paris à Lyon et termine sa carrière comme vice-président du conseil général des mines (1872).

## Quelques publications
- « Note sur les volcans éteints des environs d'Olot, en Catalogne », 1828.
- « Descriptions de la nature physique des îles Canaries, traduit de l'allemand », 1830 et 1832.
- « Observations sur le terrain de transition de la Bretagne ».
- « Note sur le traitement du minerai de cuivre dans le sud du pays de Galles », 1834.
- « Mémoire sur les appareils à vapeur fonctionnant dans le Haut-Rhin », 1838.
- « Note sur un procédé suivi à l'usine de Königsbronn, près d'Aalen (Wurtemberg), pour blanchir et décarburer en partie les fontes destinées à l'affinage », 1838.
- « Rapport sur un nouveau système de détente variable appliquée aux locomotives par MM. André Koechlin et comp. », 1845.
- « Esquisse de la géologie du département des Vosges », 1850.
- « Note sur une carte géologique du département des Vosges et sur quelques accidents géologiques figurés dans ce travail », 1856.
- « Mémoire sur la dépréciation du matériel roulant d'un chemin de fer », 1858.
- « Notice nécrologique sur M. Dufrénoy », 1863.
- « Notice sur les changements de volume en sens inverse de deux glaciers, près de Zermatt », 1867.
- « Note sur l'invention du procédé Bessemer pour la fabrication de l'acier », 1868.
- « Note sur les ophites », 1868.
- « Note sur un ouvrage de M. Payot, relatif à la géologie et à la minéralogie des environs du mont Blanc », 1873.
- « Éloge de M. Combes, inspecteur général et directeur de l'École des mines », 1872.
- « Note sur la constitution géologique de la chaîne des Aiguilles (vallée de Chamounix) », 1873